# Ландесберген
Ландесберген (њем. Landesbergen) општина је у њемачкој савезној држави Доња Саксонија. Једно је од 36 општинских средишта округа Нинбург (Везер). Према процјени из 2010. у општини је живјело 2.906 становника. Посједује регионалну шифру (AGS) 3256017.

## Географски и демографски подаци
Ландесберген се налази у савезној држави Доња Саксонија у округу Нинбург (Везер). Општина се налази на надморској висини од 31 метра. Површина општине износи 41,9 km². У самом мјесту је, према процјени из 2010. године, живјело 2.906 становника. Просјечна густина становништва износи 69 становника/km².